# Quiévy
Quiévy (Nederlands: Kevi) is een gemeente in het Franse Noorderdepartement (Frans: département du Nord) (regio Hauts-de-France). De plaats maakt deel uit van het arrondissement Cambrai. Quiévy telde op 1 januari 2022 1.800 inwoners.

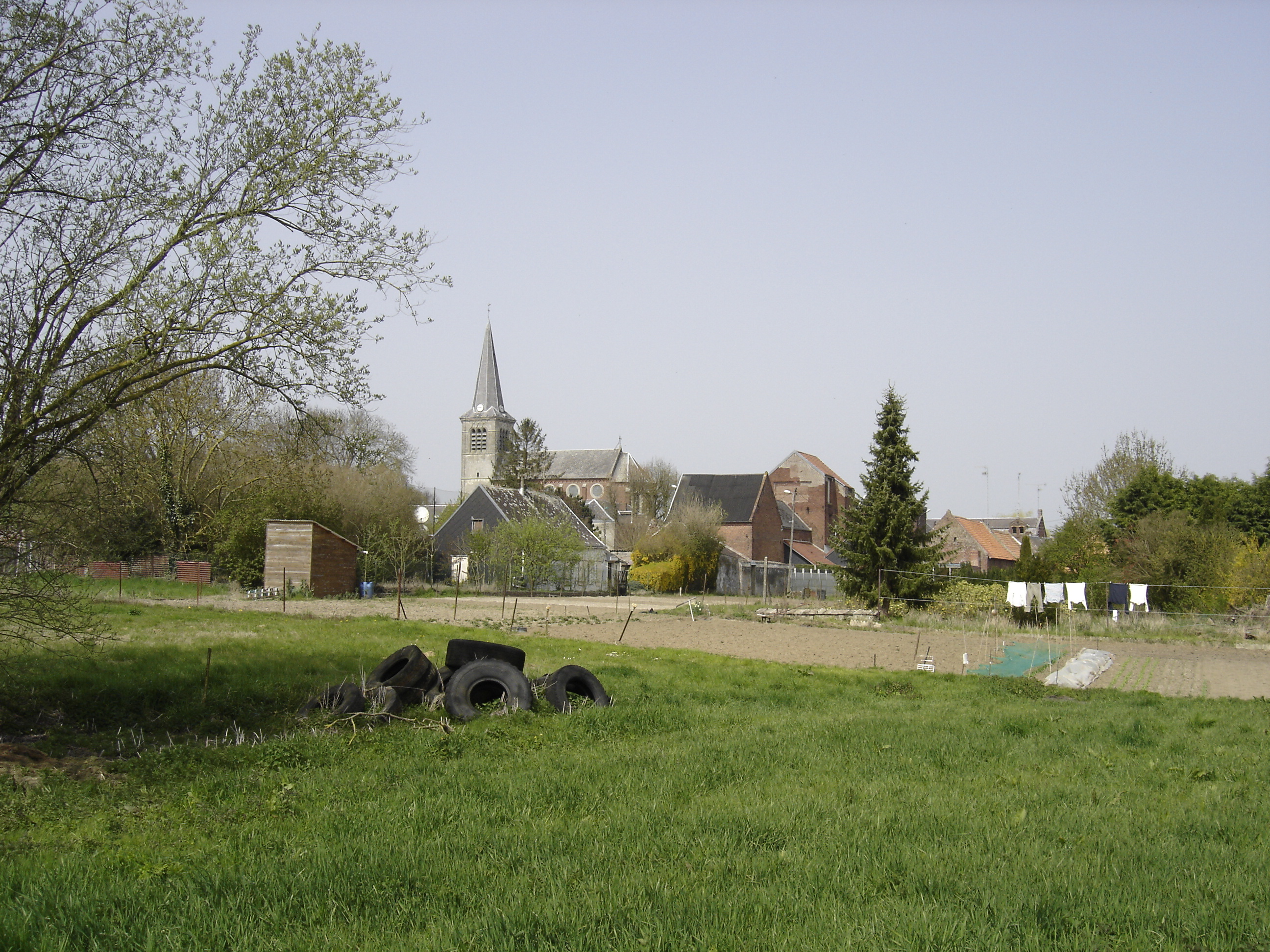
Zicht op Quiévy

## Geografie
De oppervlakte van Quiévy bedroeg op 1 januari 2022 6,86 vierkante kilometer; de bevolkingsdichtheid was toen 262,4 inwoners per km².

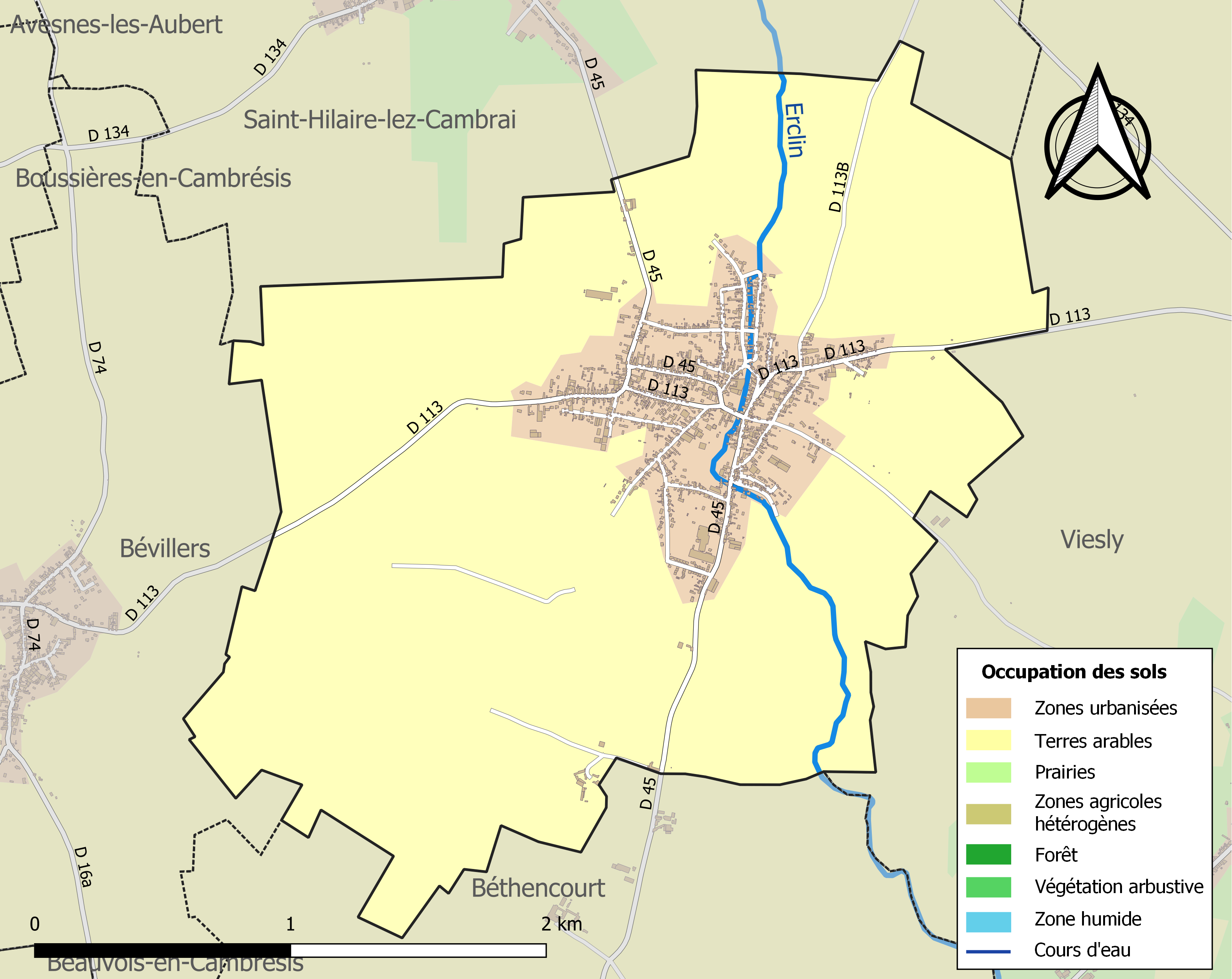
Kaart van de gemeente met belangrijkste infrastructuur, bodemgebruik en omliggende gemeenten

## Demografie
Onderstaande figuur toont het verloop van het inwonertal (bron: INSEE-tellingen).

## Bezienswaardigheden

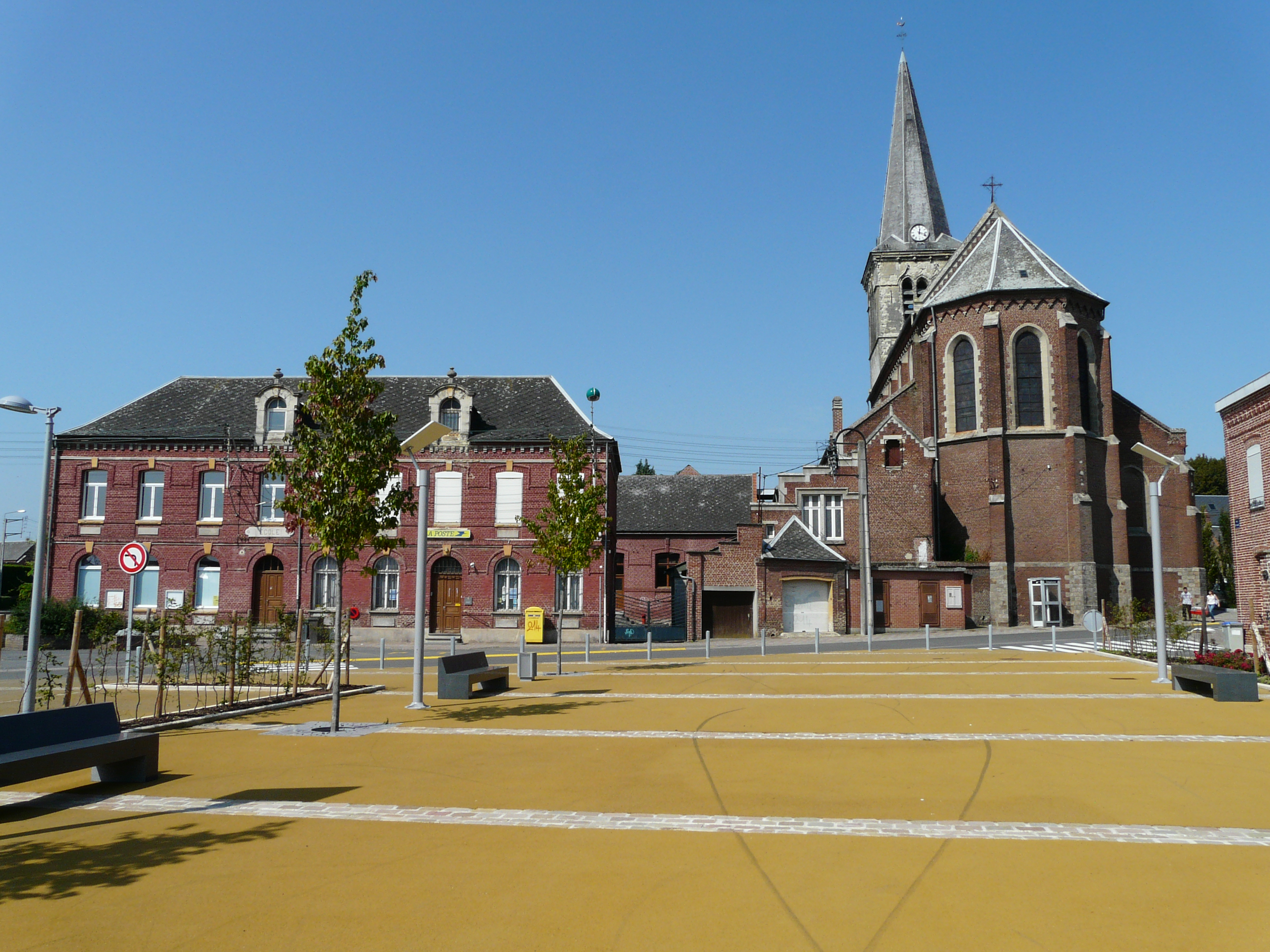
Centrum en kerk

- de Église Notre-Dame de la Visitation
- Quievy Communal Cemetery Extension, een Britse militaire begraafplaats met bijna 200 gesneuvelden uit de Eerste Wereldoorlog

## Sport
In het centrum van Quiévy begint de Secteur pavé de Quiévy à Saint-Python, een van de langste kasseistroken in de wielerwedstrijd Parijs-Roubaix.

## Geboren in Quiévy
- Auguste Herbin (1882-1960), Frans kunstschilder